# Peromyia sanguinea
Peromyia sanguinea är en tvåvingeart som först beskrevs av Jean-Jacques Kieffer 1894.  Peromyia sanguinea ingår i släktet Peromyia och familjen gallmyggor. Arten är reproducerande i Sverige. Inga underarter finns listade i Catalogue of Life.